# Kristian Reichel
Kristian Reichel (* 11. června 1998) je český lední hokejista na pozici centra, hrající za klub Adler Mannheim v DEL.
Kristian je synem zlatého medailisty z olympiády v Naganu 1998 a trojnásobného mistra světa v ledním hokeji Roberta Reichela. Na šampionátu do 18 let 2016 se spolu setkali v reprezentačním týmu, kde českému výběru dělal jeho otec hlavního trenéra.

## Ocenění a úspěchy
- 2013 ČHL-16 – Nejlepší střelec v přesilových hrách
- 2015 ČHL-18 – Nejvíce vstřelených vítězných branek

## Prvenství

### ČHL
- Debut – 17. ledna 2016 (HC Energie Karlovy Vary proti HC Verva Litvínov)
- První gól – 24. ledna 2016 (HC Vítkovice Steel proti HC Verva Litvínov, brankáři Danielu Dolejšovi)
- První asistence – 23. února 2016 (HC Verva Litvínov proti Piráti Chomutov)

### NHL
- Debut – 19. prosince 2021 (Winnipeg Jets proti St. Louis Blues)
- První gól – 2. ledna 2022 (Vegas Golden Knights proti Winnipeg Jets, kanadskému brankáři Laurent Brossoit)
- První asistence – 17. února 2022 (Winnipeg Jets proti Seattle Kraken)

## Statistiky

### Klubové statistiky
| Sezóna       | Klub                   | Soutěž       |    | Základní část | Základní část | Základní část | Základní část | Základní část |   | Play off | Play off | Play off | Play off | Play off |
| Sezóna       | Klub                   | Soutěž       | Z  | G             | A             | B             | TM            | Z             | G | A        | B        | TM       |          |          |
| 2014/2015    | HC Verva Litvínov jun. | ČHL-20       | 4  | 1             | 0             | 1             | 0             | —             | — | —        | —        | —        |          |          |
| 2015/2016    | HC Verva Litvínov jun. | ČHL-20       | 28 | 17            | 7             | 24            | 16            | —             | — | —        | —        | —        |          |          |
| 2015/2016    | HC Verva Litvínov      | ČHL          | 15 | 3             | 1             | 4             | 4             | 5             | 0 | 0        | 0        | 2        |          |          |
| 2016/2017    | HC Verva Litvínov      | ČHL          | 41 | 2             | 6             | 8             | 8             | 5             | 0 | 0        | 0        | 0        |          |          |
| 2017/2018    | Red Deer Rebels        | WHL          | 63 | 34            | 23            | 57            | 32            | 5             | 3 | 2        | 5        | 2        |          |          |
| 2018/2019    | Manitoba Moose         | AHL          | 55 | 2             | 8             | 10            | 14            | —             | — | —        | —        | —        |          |          |
| 2019/2020    | Manitoba Moose         | AHL          | 39 | 12            | 5             | 17            | 18            | —             | — | —        | —        | —        |          |          |
| 2020/2021    | Manitoba Moose         | AHL          | 29 | 6             | 6             | 12            | 8             | —             | — | —        | —        | —        |          |          |
| 2021/2022    | Manitoba Moose         | AHL          | 30 | 5             | 8             | 13            | 12            | —             | — | —        | —        | —        |          |          |
| 2021/2022    | Winnipeg Jets          | NHL          | 13 | 1             | 1             | 2             | 7             | —             | — | —        | —        | —        |          |          |
| 2022/2023    | Manitoba Moose         | AHL          | 61 | 9             | 15            | 24            | 28            | —             | — | —        | —        | —        |          |          |
| 2022/2023    | Winnipeg Jets          | NHL          | 2  | 0             | 1             | 1             | 0             | —             | — | —        | —        | —        |          |          |
| 2023/2024    | Manitoba Moose         | AHL          | 70 | 23            | 19            | 42            | 38            | 2             | 0 | 0        | 0        | 0        |          |          |
| Celkem v ČHL | Celkem v ČHL           | Celkem v ČHL | 56 | 5             | 7             | 12            | 12            | 5             | 0 | 0        | 0        | 0        |          |          |
| Celkem v NHL | Celkem v NHL           | Celkem v NHL | 15 | 1             | 2             | 3             | 7             | —             | — | —        | —        | —        |          |          |

## Reprezentace
| Rok                       | Tým                       | Soutěž                    | Z  | G | A | B | TM |
| ------------------------- | ------------------------- | ------------------------- | -- | - | - | - | -- |
| 2015                      | Česko U18                 | MIH                       | 4  | 1 | 2 | 3 | 0  |
| 2016                      | Česko U18                 | MS18                      | 3  | 0 | 2 | 2 | 0  |
| 2017                      | Česko U20                 | MSJ                       | 5  | 0 | 0 | 0 | 0  |
| 2018                      | Česko U20                 | MSJ                       | 7  | 3 | 1 | 4 | 4  |
| Seniorská kariéra celkově | Seniorská kariéra celkově | Seniorská kariéra celkově | 19 | 4 | 5 | 9 | 4  |